# Sätra (Rättvik)
Sätra is een plaats in de gemeente Rättvik in het landschap Dalarna en de provincie Dalarnas län in Zweden. De plaats heeft 94 inwoners (2005) en een oppervlakte van 30 hectare.